# Unterwegs nach Atlantis (Film)
Unterwegs nach Atlantis ist ein deutscher Spielfilm, der 1976 von der DEFA produziert wurde. Er spielt am Ende des 19. Jahrhunderts.

## Handlung
Der Berliner Archäologe Bohmann erfährt durch den Engländer Grey von der angeblichen Wiederentdeckung des versunkenen Atlantis. Von Neugier und voller Hoffnung auf ein Abenteuer gepackt will er sich sogleich auf den Weg machen, wird jedoch von Grey eindringlich gewarnt. Bohmann macht sich trotzdem auf die Reise, sein Ziel ist die griechische Insel Othronus, die den Türken als Militärstützpunkt dient. Schon im Grenzland zwischen Griechenland und Türkei gerät er zwischen die Fronten der beiden verfeindeten Geheimdienste und Kriegsparteien und wird als Spion verhaftet. Zunächst bewahrt ihn die junge Griechin Elektra vor Schlimmerem, ehe der Türke Abu Markub ihm das Leben rettet, indem er ihn in eine orientalische Tracht zwingt und somit vor dem sicheren Tod bewahrt.
Seine Expedition geht zu Pferd weiter, ihn begleitet die junge Elektra, die kurze Zeit später von den Türken verhaftet wird. Bohmann verrät sie und kann so vorerst entkommen, wird jedoch kurz darauf wieder festgenommen. Als er exekutiert werden soll, retten ihn griechische Partisanen und er gelangt schließlich auf die Insel Othronus. Doch das angebliche Atlantis findet er nicht; es stellt sich alles als ein Betrug Greys heraus, der ihm sogar in verschiedenen Gestalten das Leben rettete und ihn nun als Partner für die Suche nach dem verschollenen Atlantis gewinnen will. Aber Bohmann spielt nicht mit, sucht allein weiter nach Atlantis und lässt Grey zurück.

## Hintergrund
Die Premiere des Films fand am 28. Juli 1977 im Berliner Kino International statt.

## Kritik
„Inszenatorisch uneinheitlich zwischen Abenteuerfilm, Groteske und Tragikomödie pendelnder Film, der weder unterhält noch tiefere Einsichten bereithält.“